# Final da Copa do Mundo de Ginástica Artística de 2006
A 13ª Final da Copa do Mundo de Ginástica Artística teve como cidade-sede São Paulo e ocorreu nos dias 16 e 17 de dezembro de 2006. A competição consistiu na participação dos oito melhores atletas do ranking de cada aparelho durante as etapas da temporada. Em algumas finais costumam aparecer menos de oito ginastas qualificados, devido à lesões ou desistências, e mais de oito, em decorrência de empates.

## Medalhistas
| Evento                       | Ouro                  | Prata                  | Bronze                   |
| ---------------------------- | --------------------- | ---------------------- | ------------------------ |
| Masculino                    |                       |                        |                          |
| Solo detalhes                | BRA Diego Hypólito    | CAN Kyle Shewfelt      | CAN Brandon O'Neill      |
| Cavalo com alças detalhes    | CHN Xiao Qin          | HUN Krisztian Berki    | CHN Haibin Teng          |
| Argolas detalhes             | VEN Regulo Carmona    | UKR Olexander Vorobyov | ITA Matteo Angioletti    |
| Salto sobre a mesa detalhes  | ROU Marian Drăgulescu | RUS Anton Gulotsutskov | BRA Diego Hypólito       |
| Barras paralelas detalhes    | CHN Li Xiaopeng       | CHN Huang Xu           | UKR Valeriy Goncharov    |
| Barra fixa detalhes          | GRE Vlasios Maras     | AUS Philippe Rizzo     | SLO Aljaz Pegan          |
| Feminino                     |                       |                        |                          |
| Salto sobre a mesa detalhes  | CHN Cheng Fei         | BRA Lais Souza         | RUS Elena Zamolodchikova |
| Barras assimétricas detalhes | GBR Elizabeth Tweddle | CHN Li Ya              | UKR Dariya Zgoba         |
| Trave detalhes               | CHN Li Ya             | BRA Daniele Hypólito   | ESP Lenika de Simone     |
| Solo detalhes                | BRA Daiane dos Santos | GBR Elizabeth Tweddle  | BRA Lais Souza           |

## Quadro de medalhas
| Ordem | País         | Medalha de ouro | Medalha de prata | Medalha de bronze | Total |
| ----- | ------------ | --------------- | ---------------- | ----------------- | ----- |
| 1     | China        | 4               | 2                | 1                 | 7     |
| 2     | Brasil       | 2               | 2                | 2                 | 6     |
| 3     | Grã-Bretanha | 1               | 1                |                   | 2     |
| 4     | Venezuela    | 1               |                  |                   | 1     |
| 4     | Roménia      | 1               |                  |                   | 1     |
| 4     | Grécia       | 1               |                  |                   | 1     |
| 7     | Ucrânia      |                 | 1                | 2                 | 3     |
| 8     | Rússia       |                 | 1                | 1                 | 2     |
| 8     | Canadá       |                 | 1                | 1                 | 2     |
| 10    | Hungria      |                 | 1                |                   | 1     |
| 10    | Austrália    |                 | 1                |                   | 1     |
| 12    | Itália       |                 |                  | 1                 | 1     |
| 12    | Espanha      |                 |                  | 1                 | 1     |
| 12    | Eslovénia    |                 |                  | 1                 | 1     |
| TOTAL | TOTAL        | 10              | 10               | 10                | 30    |